# 克里斯特訥湖

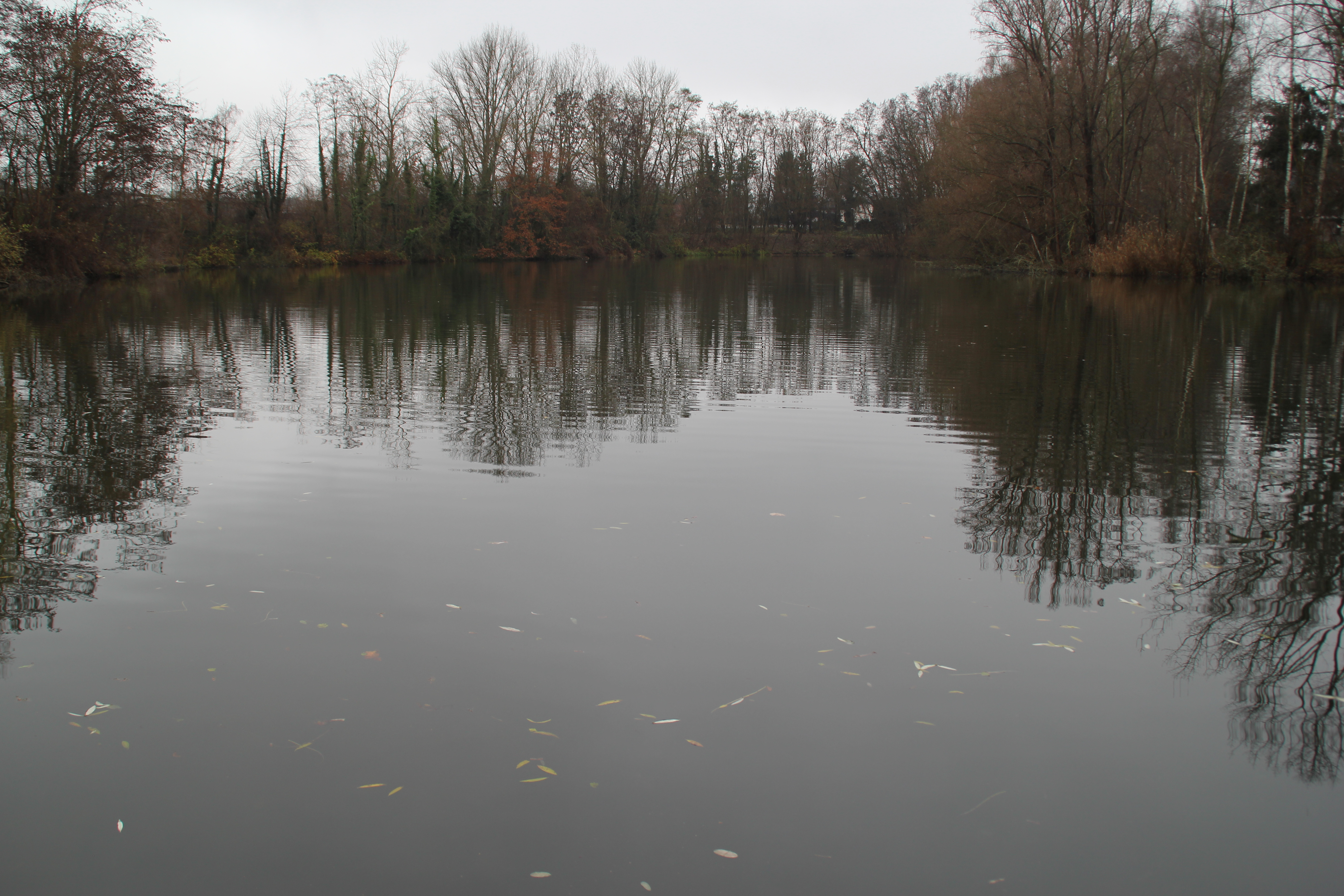

克里斯特訥湖（德語：Christnersee），是德國的湖泊，位於該國東南部，由巴伐利亞州負責管轄，處於阿沙芬堡縣的美因河畔卡爾，長0.2公里、寬0.1公里，面積0.015平方公里。